# Girlfriend (periodico)
Girlfriend è una rivista australiana per un pubblico femminile adolescenziale, dai 12 ai 17 anni di età sulla moda, bellezza, intrattenimento. Un'altra versione della rivista viene pubblicata anche in Nuova Zelanda.

## Storia editoriale
Nel 2006 la rivista festeggia il suo diciottesimo compleanno e vince due premi ai Magazine Publisher's Awards nelle categorie Miglior sito web e Migliore iniziativa editoriale. Nel 2007 è una delle prime riviste australiane a essere stampate completamente su carta riciclata; inoltre dà vita alla campagna Girlfriend Goes Green per informare i lettori delle conseguenze del riscaldamento globale e dei modi di prevenzione. 

## Girlfriend Model Search
Il Girlfriend Model Search è un evento organizzato dalla rivista australiana Girlfriend, la cui prima edizione si è tenuta nel 1992. Consiste in una competizione di bellezza finalizzata alla ricerca di nuove modelle. L'evento ha acquisito una certa notorietà in quanto le vincitrici delle edizioni 2003 e 2004 (Catherine McNeil e Abbey Lee Kershaw) hanno raggiunto lo "status" di top model a livello internazionale. Altro personaggio proveniente da tale concorso è Ruby Rose, nota conduttrice televisiva australiana.

### Elenco vincitori
| Anno | Vincitrice                 | Finaliste                                                       |
| ---- | -------------------------- | --------------------------------------------------------------- |
| 2009 | Karri Pledger              |                                                                 |
| 2008 | Kate Budrodeen             | Alex Klages, Klara Reid, Josie Vann, Karina White, Gemma Weaver |
| 2007 | Aimee Hurst e Morgan Hurst | Lucy Fry, Catriona Gray, Emma, Meg, Lutece                      |
| 2005 | ?                          | ?                                                               |
| 2006 | Sarah Stephens             | Anastazia Bobis                                                 |
| 2004 | Abbey Lee Kershaw          | Pania Rose, Samantha Harris, Elle Treleven                      |
| 2003 | Catherine McNeil           | Ruby Rose Langenheim                                            |
| 2002 | ?                          | ?                                                               |
| 2001 | ?                          | ?                                                               |
| 2000 | ?                          | ?                                                               |
| 1999 | ?                          | ?                                                               |
| 1998 | Tione Hawkins              | Joanna Hughes                                                   |
| 1997 | Alyssa Sutherland          | Vivianne Grigoriev                                              |
| 1996 | Jodie Hunter               | ?                                                               |
| 1995 | Emma Scanlan               | ?                                                               |
| 1994 | Tenille Petrelli           | ?                                                               |
| 1993 | ?                          | ?                                                               |
| 1992 | ?                          | ?                                                               |